# I Liceum Ogólnokształcące im. Bolesława Krzywoustego w Słupsku

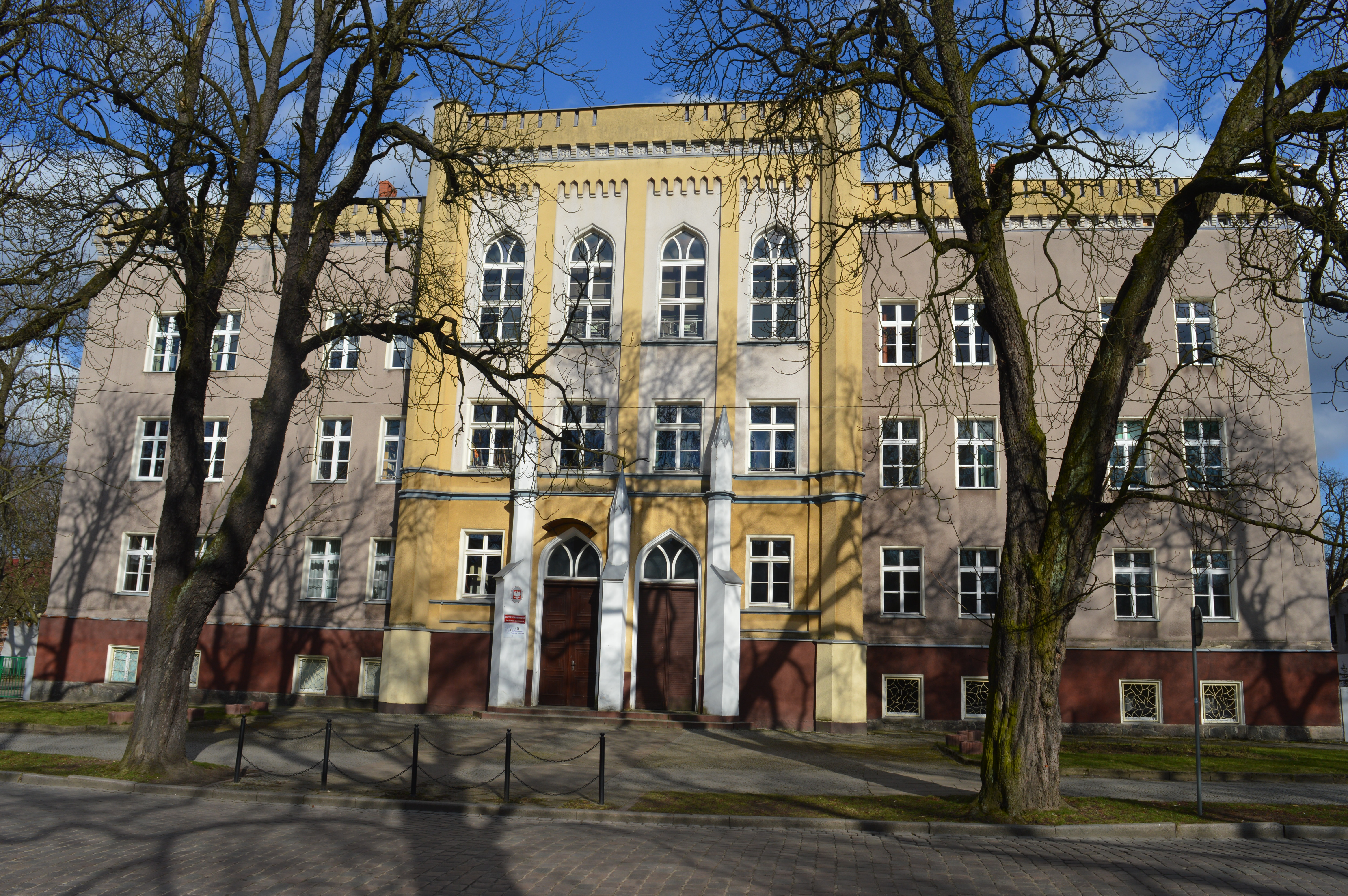
Budynek przed remontem

I Liceum Ogólnokształcące im. Bolesława Krzywoustego w Słupsku – jedna z najstarszych placówek oświatowych w Słupsku. Od wielu lat w ogólnopolskich rankingach szkół średnich szkoła zajmuje wysokie miejsca. W Słupsku liceum znajduje się w czołówce, w 2022 roku zajęło pierwsze miejsce w Rankingu Wojewódzkim Liceów 2022 - Pomorskie.
Szkoła posiada 2 hale sportowe, 3 pracownie informatyczne, bibliotekę szkolną, radiowęzeł, organizuje zajęcia pozalekcyjne i dni okolicznościowe (m.in. Dzień Patrona Szkoły – powiązany z konkursem wiedzy o  Bolesławie Krzywoustym; Dzień Fiński – konkurs wiedzy o Finlandii – zaprzyjaźnione miasto Vantaa; Dzień Niemiecki, Dni Sportu Szkolnego). Od 2001 roku /za sprawą ówczesnej klasy IIF – wych. J. Pietrak/ nową tradycją szkoły stały się Jarmarki Świąteczne organizowane już corocznie przed Świętami Bożego Narodzenia.
Szkoła ma również sukcesy sportowe, w roku szkolnym 2007/2008 drużyna koszykówki z I LO w słupsku została mistrzami Polski, a w roku szkolnym 2008/2009 zajęła 3 miejsce.
Na sztandarze szkoły widnieje hasło Scientia est nostra vis (Wiedza jest naszą siłą).

## Historia
Patroni szkoły
- Heinrich von Stephan – (do 1945)
- Bolesław III Krzywousty (od 1945)

Inicjatywę na rzecz utworzenia w Słupsku gimnazjum (czyli szkoły średniej, po ukończeniu której można było podjąć studia wyższe) podjęto w 1816 roku. Pertraktacje ciągnęły się latami. W roku 1848 stary budynek szkoły przy ulicy Łukasiewicza uległ spaleniu podczas pożaru  (w jego miejscu wybudowano budynek Poczty Głównej). Decyzja o utworzeniu szkoły średniej w nowym miejscu zapadła 9 marca 1856 r. Miasto zdecydowało ulokować nową szkołę na tzw. kowalskiej łące, w rejonie zabudowywanym dopiero od początku XIX w. Z góry przyjęto, że fundamenty winny być mocne, a budynek okazały, z perspektywą użytkowania przez wiele lat. Sporządzono stosowne szkice i kosztorys budowlany na całkiem nowy obiekt, realizowany w nowym miejscu. Wmurowanie ostatniej, symbolicznej cegły i otwarcie obiektu nastąpiło 18 października 1859 roku. W pierwszym roku do nauki przystąpiło 293 uczniów (Słupsk w 1862 r. liczył 12700 mieszkańców). W budynku były odpowiednie warunki, klasy miały dobre oświetlenie.  Obiekt zbudowany w stylu mauretańsko-neogotyckim zachował do dziś swój pierwotny wystrój. Wewnątrz - granitowe schody, ozdobne metalowe balustrady, dziewięć smukłych metalowych kolumn, podtrzymujących strop o mauretańskich łukach, głowice ozdobione liśćmi roślin o egipskim rodowodzie. Z czasem budynek lekko zmienił swój wygląd – ściany stały się kolorowe, usunięto część dekoracji (m.in. gzymsy). W okresie po II wojnie światowej w organizacji polskiej szkoły duży udział miał jej wieloletni dyrektor Zygmunt Manke. 

W roku 2006 oddano do użytku nową hale sportową. W lecie 2017 roku wykonano remont budynku. Przywrócono m.in. oryginalną, przedwojenną elewację.

## Dyrektorzy szkoły
| dyrektor                      | lata      |
| ----------------------------- | --------- |
| Konrad Borucki                | 1945      |
| Zygmunt Manke                 | 1945      |
| Paweł Borysławski             | 1946–1947 |
| Zygmunt Manke                 | 1947      |
| Weronika Milewska             | 1947–1952 |
| Zygmunt Manke                 | 1952      |
| Wanda Król-Szuflita           | 1952–1956 |
| Zygmunt Manke                 | 1956–1958 |
| Wanda Król-Szuflita           | 1958–1969 |
| Franciszek Pryba              | 1969–1987 |
| Danuta Pandowska              | 1987–1992 |
| Roman Szmytkowski             | 1992–1997 |
| Krystyna Danilecka-Wojewódzka | 1997–2006 |
| Ewa Bogdanowicz               | 2006–2011 |
| Barbara Grędecka              | od 2011   |

## Chór
Największą wizytówką szkoły jest chór „Kantele” założony w 1987 r. przez Zofię Kurowską. Od 1992 roku asystenturę dyrygencką obejmował Andrzej Kurowski, a w 1998 r. prowadzenie chóru objął Roman Drozd. Chór był wielokrotnie nagradzany:
- Pierwszym „Złotym Kamertonem” w latach 2000 oraz 2004,
- „Złotym Kamertonem” w latach 1991, 1992, 1993, 1996, 1998, 1999, 2003
- „Srebrnym Kamertonem” 1989, 1994, 1995, 1997, 2006, 2007

na Ogólnopolskim Konkursie Chórów a Cappella Dzieci i Młodzieży.
Obecnie dyrygentką „Kanteli” jest Jolanta Otwinowska.